# Ocoelophora coreata
Ocoelophora coreata är en fjärilsart som beskrevs av Eugen Wehrli 1940. Ocoelophora coreata ingår i släktet Ocoelophora och familjen mätare. Inga underarter finns listade i Catalogue of Life.